# Mai 1824
Cette page présente les faits marquants du mois de mai 1824.

## Événements
- 9 mai : sous la pression des Français, Michel libère son père le roi Jean VI de Portugal qui est aussitôt réinvesti de tous ses pouvoirs. La reine, hostile aux idées libérales, est exilée.

- 27 mai (15 mai du calendrier julien) : disgrâce de Golitsyne, ministre de l’Instruction publique et des Cultes en Russie, remplacé par l’amiral Chichkov qui mène une politique nationaliste et réactionnaire (fin en 1828).

## Naissances
- 1er mai : Alexander William Williamson (mort en 1904), chimiste britannique.
- 11 mai : Jean-Léon Gérôme, peintre et sculpteur français († 10 janvier 1904).
- 29 mai : Louis-Augustin Auguin, peintre français († 30 juillet 1903).